# Могиляны (гмина)
Гмина Могиляны (пол. Gmina Mogilany) — сельская гмина (волость) в Польше, входит как административная единица в Краковский повет, Малопольское воеводство. Население — 10 815 человек (на 2004 год). Административным центром гмины является село Могиляны.

## Демография
| Перепись                         | Всего   | Всего | Женщины | Женщины | Мужчины | Мужчины |
| -------------------------------- | ------- | ----- | ------- | ------- | ------- | ------- |
| Единицы                          | человек | %     | человек | %       | человек | %       |
| Население                        | 10 815  | 100   | 5525    | 51,1    | 5290    | 48,9    |
| Плотность населения (чел./кв.км) | 248,3   | 248,3 | 126,9   | 126,9   | 121,5   | 121,5   |

## Населённые пункты
Бжичина, Букув, Влосань, Гай, Конары, Кулежув, Либертув, Люсина, Могиляны, Хоровице.

## Соседние гмины
1. Краков
2. Гмина Мысленице
3. Гмина Сеправ
4. Гмина Скавина
5. Гмина Свёнтники-Гурне